# Finlands NUTS-indelning
Finlands NUTS-indelning (engelska: Nomenclature of Territorial Units for Statistics) har utarbetats av EU:s statistikorgan Eurostat. NUTS-regionerna är statistiska regionenheter.
Finland (FI) är indelat i tre NUTS-nivåer och två LAU-nivåer. De två LAU-nivåerna kallades tidigare för NUTS 4 och NUTS 5. Ur statistisk synpunkt är NUTS 2-nivån (storområden) viktigast. Gällande(1 januari 2012) NUTS-nivåer är följande:
| Nivå   | Regionindelning                                             | Antal |
| ------ | ----------------------------------------------------------- | ----- |
| NUTS 1 | Fastlands-Finland, Åland (finska: Manner-Suomi, Ahvenanmaa) | 2     |
| NUTS 2 | Storområden (finska: Suuralueet)                            | 5     |
| NUTS 3 | Landskap (finska: Maakunnat)                                | 20    |

## NUTS-koder
| NUTS 1                | Kod | NUTS 2                  | Kod                  | NUTS 3        | Kod   |
| --------------------- | --- | ----------------------- | -------------------- | ------------- | ----- |
| Fastlands-Finland     | FI1 | Norra och Östra Finland | FI1D                 | Södra Savolax | FI1D1 |
|                       | FI1 | Norra och Östra Finland | FI1D                 | Norra Savolax | FI1D2 |
| Norra Karelen         | FI1 | Norra och Östra Finland | FI1D                 | FI1D3         |       |
| Kajanaland            | FI1 | Norra och Östra Finland | FI1D                 | FI1D4         |       |
| Mellersta Österbotten | FI1 | Norra och Östra Finland | FI1D                 | FI1D5         |       |
| Norra Österbotten     | FI1 | Norra och Östra Finland | FI1D                 | FI1D6         |       |
| Lappland              | FI1 | Norra och Östra Finland | FI1D                 | FI1D7         |       |
| Södra Finland         | FI1 | FI1C                    | Egentliga Finland    | FI1C1         |       |
| Södra Finland         | FI1 | FI1C                    | Egentliga Tavastland | FI1C2         |       |
| Södra Finland         | FI1 | FI1C                    | Päijänne-Tavastland  | FI1C3         |       |
| Södra Finland         | FI1 | FI1C                    | Kymmenedalen         | FI1C4         |       |
| Södra Finland         | FI1 | FI1C                    | Södra Karelen        | FI1C5         |       |
| Helsingfors-Nyland    | FI1 | FI1B                    | Helsingfors-Nyland   | FI1B1         |       |
| Västra Finland        | FI1 | FI19                    | Mellersta Finland    | FI193         |       |
| Västra Finland        | FI1 | FI19                    | Södra Österbotten    | FI194         |       |
| Västra Finland        | FI1 | FI19                    | Österbotten          | FI195         |       |
| Västra Finland        | FI1 | FI19                    | Satakunta            | FI196         |       |
| Västra Finland        | FI1 | FI19                    | Birkaland            | FI197         |       |
| Åland                 | FI2 | Åland                   | FI20                 | Åland         | FI200 |

## LAU-indelning, (engelska:Local administrative units)
Nedan LAU-nivåerna i Finland, de två LAU-nivåerna är:
| Nivå  | Regionindelning                            | Antal |
| ----- | ------------------------------------------ | ----- |
| LAU 1 | Ekonomiska regioner (finska: Seutukunnat ) | 77    |
| LAU 2 | Kommuner (finska: Kunnat)                  | 416   |